# Sweet Days
Sweet Days è un EP degli Snuff pubblicato nel 2000.

## Tracce
1. sweet days – 1:49
2. inmate – 2:33
3. combination mullet – 1:49
4. bacharach – 2:45